# Ramón Hicks
Ramón Ángel María Hicks Cáceres (Asunción, 1959. május 30. – ) paraguayi válogatott labdarúgó. 

## Pályafutása

### Klubcsapatban
1980 és 1986 között a Libertad játékosa volt. 1986-tól 1991-ig Spanyolországban játszott a Sabadell, a Real Oviedo és az Elche csapataiban. 1991-ben a Cerro Porteño labdarúgója volt. 1991 és 1992 között Argentínában az Independientében játszott. 1993-ban a bolíviai San José Oruróban szerepelt. 

### A válogatottban
1983 és 1987 között 37 alkalommal szerepelt a paraguayi válogatottban és 6 gólt szerzett. Részt vett az 1986-os világbajnokságon, ahol a Mexikó és a Belgium elleni csoportmérkőzésen csereként kapott lehetőséget. Részt vett az 1983-as és az 1987-es Copa Américán is.

## Sikerei, díjai
Paraguay
- Copa América bronzérmes (1): 1983